# Guichainville
Guichainville est une commune française située dans le département de l'Eure en région Normandie.
Les habitants sont des Guichainvillais.

## Géographie

### Localisation
| Évreux                                       | Évreux        | Le Vieil-Évreux      |
| Angerville-la-Campagne Les Baux-Sainte-Croix | Guichainville | La Trinité Saint-Luc |
| Le Plessis-Grohan                            | Grossœuvre    | Prey Grossœuvre      |

### Hydrographie
La commune est située dans le bassin Seine-Normandie. Elle n'est drainée par aucun cours d'eau,.

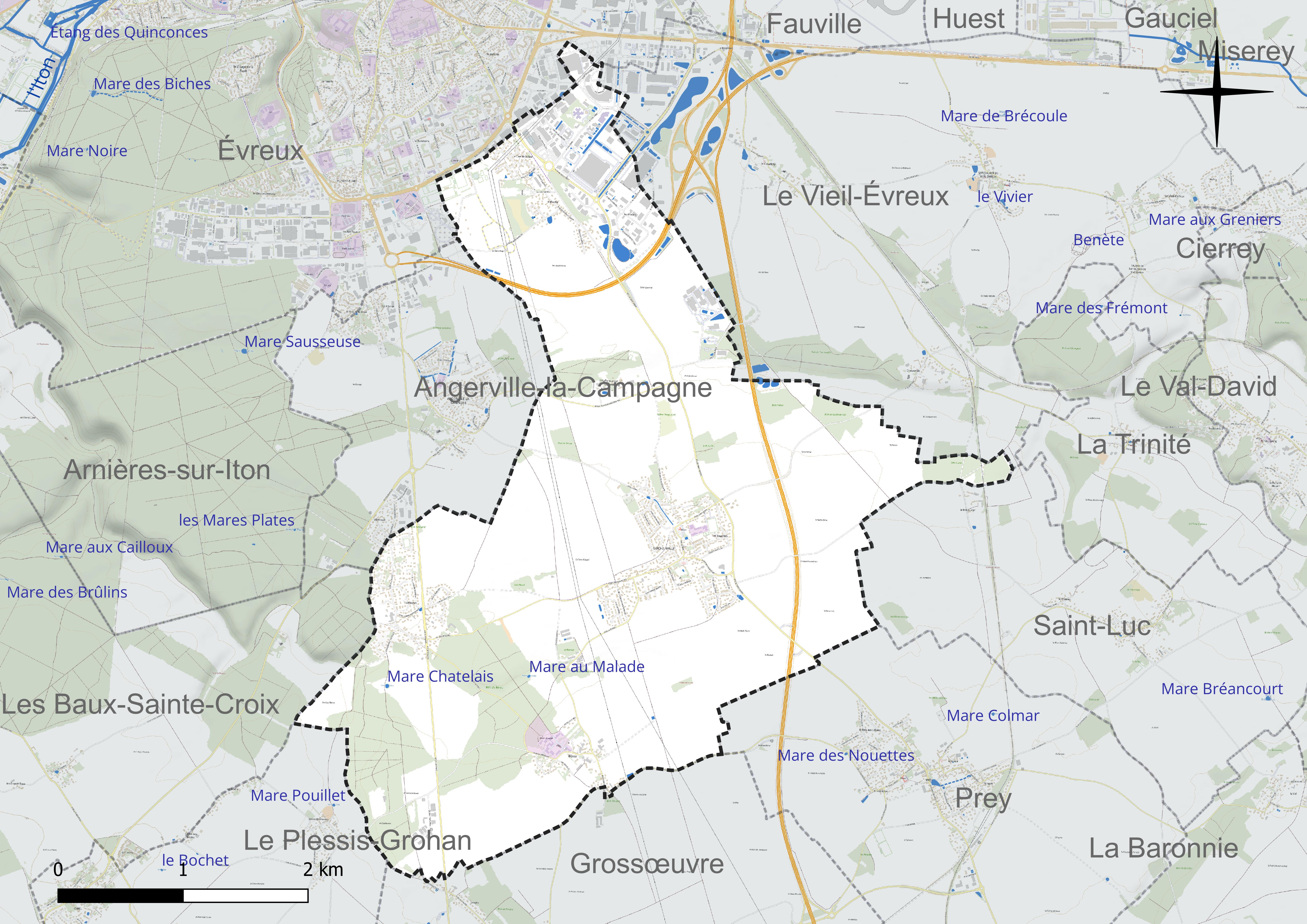
Réseau hydrographique de Guichainville.

Deux plans d'eau complètent le réseau hydrographique : la mare au Malade (0 ha) et la mare Chatelais (0,1 ha),.

### Climat
Le climat qui caractérise la commune est qualifié, en 2010, de « climat océanique dégradé des plaines du Centre et du Nord », selon la typologie des climats de la France qui compte alors huit grands types de climats en métropole. En 2020, la commune ressort du type « climat océanique altéré » dans la classification établie par Météo-France, qui ne compte désormais, en première approche, que cinq grands types de climats en métropole. Il s’agit d’une zone de transition entre le climat océanique, le climat de montagne et le climat semi-continental. Les écarts de température entre hiver et été augmentent avec l'éloignement de la mer. La pluviométrie est plus faible qu'en bord de mer, sauf aux abords des reliefs.
Les paramètres climatiques qui ont permis d’établir la typologie de 2010 comportent six variables pour les températures et huit pour les précipitations, dont les valeurs correspondent à la normale 1971-2000. Les sept principales variables caractérisant la commune sont présentées dans l'encadré ci-après.
| Paramètres climatiques communaux sur la période 1971-2000 - Moyenne annuelle de température : 10,4 °C - Nombre de jours avec une température inférieure à −5 °C : 2,9 j - Nombre de jours avec une température supérieure à 30 °C : 3,3 j - Amplitude thermique annuelle : 14,3 °C - Cumuls annuels de précipitation : 646 mm - Nombre de jours de précipitation en janvier : 10,7 j - Nombre de jours de précipitation en juillet : 8 j |

Avec le changement climatique, ces variables ont évolué. Une étude réalisée en 2014 par la Direction générale de l'Énergie et du Climat complétée par des études régionales prévoit en effet que la  température moyenne devrait croître et la pluviométrie moyenne baisser, avec toutefois de fortes variations régionales. La station météorologique de Météo-France installée sur la commune et mise en service en 1951 permet de connaître l'évolution des indicateurs météorologiques. Le tableau détaillé pour la période 1981-2010 est présenté ci-après.
| Mois                                  | jan.             | fév.            | mars         | avril           | mai             | juin          | jui.            | août          | sep.            | oct.            | nov.             | déc.             | année      |
| ------------------------------------- | ---------------- | --------------- | ------------ | --------------- | --------------- | ------------- | --------------- | ------------- | --------------- | --------------- | ---------------- | ---------------- | ---------- |
| Température minimale moyenne (°C)     | 0,8              | 0,6             | 2,6          | 4               | 7,5             | 10,2          | 12,2            | 12            | 9,4             | 7               | 3,4              | 1,3              | 5,9        |
| Température moyenne (°C)              | 3,8              | 4,2             | 7,1          | 9,4             | 13,1            | 16,2          | 18,5            | 18,4          | 15,2            | 11,6            | 6,9              | 4,2              | 10,8       |
| Température maximale moyenne (°C)     | 6,7              | 7,9             | 11,6         | 14,8            | 18,8            | 22,2          | 24,8            | 24,9          | 21,1            | 16,1            | 10,4             | 7                | 15,6       |
| Record de froid (°C) date du record   | −18,4 08.01.1985 | −17 05.02.1954  | −11 13.03.13 | −9 22.04.1956   | −4 06.05.1957   | −2 05.06.1991 | −0,4 01.07.1960 | 1 30.08.1972  | −1,6 21.09.1962 | −5,6 29.10.1955 | −12,4 22.11.1956 | −12,4 31.12.1970 | −18,4 1985 |
| Record de chaleur (°C) date du record | 15,2 16.01.1993  | 20,2 28.02.1960 | 24 31.03.21  | 28,8 17.04.1952 | 31,8 07.05.1976 | 36,8 25.06.20 | 41,5 25.07.19   | 39,2 10.08.03 | 34,5 15.09.20   | 29,2 01.10.1985 | 20,6 02.11.1982  | 16,4 04.12.1961  | 41,5 2019  |
| Précipitations (mm)                   | 57,6             | 45,8            | 52,4         | 48,2            | 57,5            | 53,1          | 57,1            | 39,9          | 55,4            | 64,1            | 55,5             | 68,1             | 654,7      |

## Urbanisme

### Typologie
Au 1er janvier 2024, Guichainville est catégorisée bourg rural, selon la nouvelle grille communale de densité à 7 niveaux définie par l'Insee en 2022.
Elle est située hors unité urbaine. Par ailleurs la commune fait partie de l'aire d'attraction d'Évreux, dont elle est une commune de la couronne,. Cette aire, qui regroupe 108 communes, est catégorisée dans les aires de 50 000 à moins de 200 000 habitants,.

### Occupation des sols
L'occupation des sols de la commune, telle qu'elle ressort de la base de données européenne d’occupation biophysique des sols Corine Land Cover (CLC), est marquée par l'importance des territoires agricoles (72 % en 2018), en diminution par rapport à 1990 (80,2 %). La répartition détaillée en 2018 est la suivante : 
terres arables (66,3 %), forêts (10,9 %), zones urbanisées (10,7 %), zones industrielles ou commerciales et réseaux de communication (6,4 %), zones agricoles hétérogènes (5,8 %). L'évolution de l’occupation des sols de la commune et de ses infrastructures peut être observée sur les différentes représentations cartographiques du territoire : la carte de Cassini (XVIIIe siècle), la carte d'état-major (1820-1866) et les cartes ou photos aériennes de l'IGN pour la période actuelle (1950 à aujourd'hui).

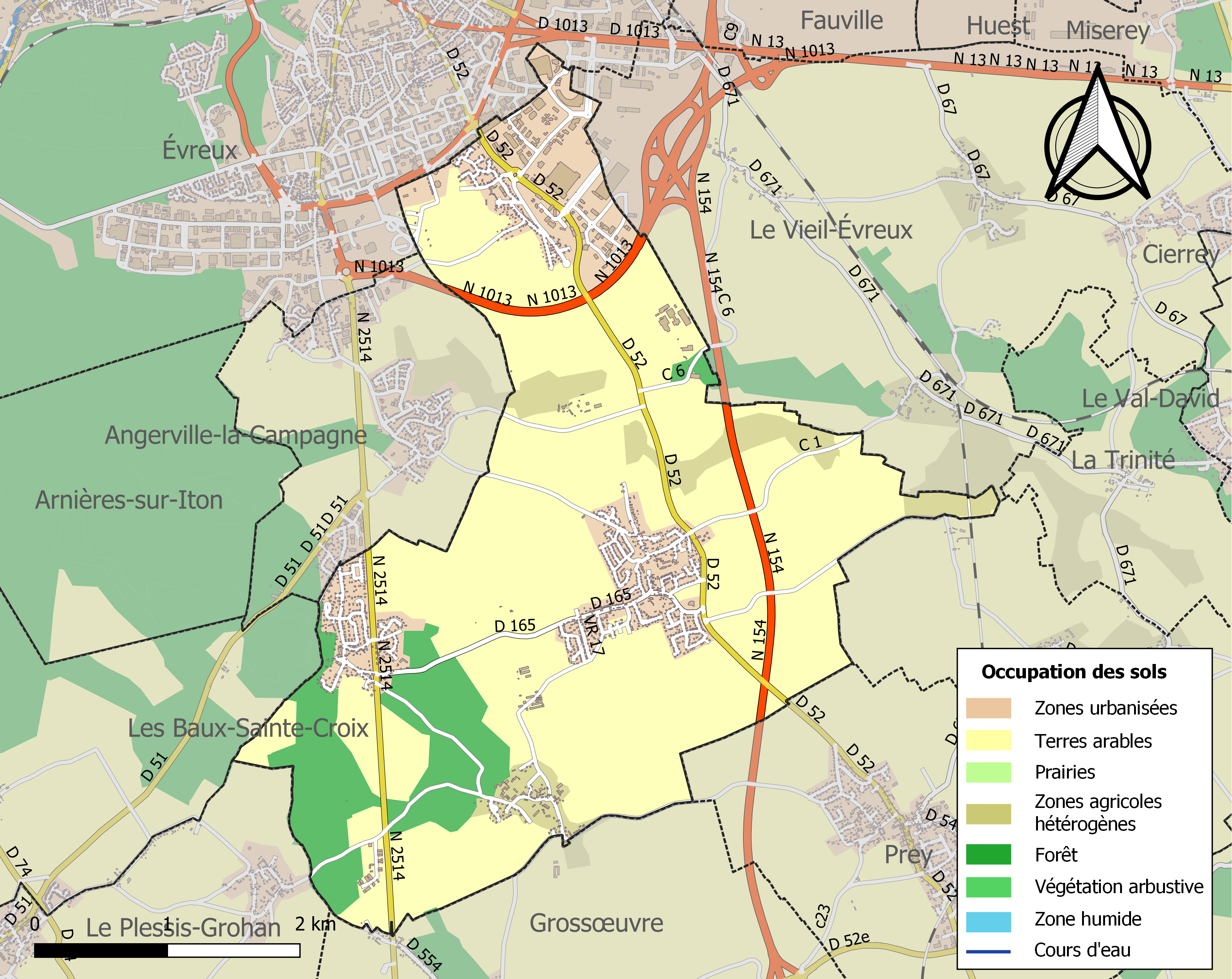
Carte des infrastructures et de l'occupation des sols de la commune en 2018 (CLC).

## Toponymie
Le nom de la localité est attesté sous les formes Guichenvilla en 1152 et 1215 (archives de l’Eure, fonds Saint-Sauveur), Wichenvilla en 1223 (Gall. christ.), Guinchevilla en 1272 (rôle de l’ost), Guichanvilla en 1417 (registre de l’Échiquier), Guichinville en 1631 (Tassin, Plans et profilz), Guichenville en 1754 (Dictionnaire des postes).

## Histoire
On a retrouvé sur la commune et celle voisine du Vieil-Évreux des silex taillés attribué à l'Homme de Néandertal (500 000 / 400 000 ans) apportant la preuve la plus ancienne d'une occupation humaine de la région.
Outre le centre bourg, Guichainville agglomère les hameaux Bérou, Fumeçon et Melleville, d'où le nom de leur château.
Le 5 octobre 1808, les communes de Bérou et de Melleville sont rattachées à Guichainville.

### Héraldique
| Blason de Guichainville | Blason  | De sinople à la fasce d’argent chargée de trois fleurs de lys de gueules, accompagnée de trois molettes d’or. |
| Blason de Guichainville | Détails | |

## Politique et administration

### Liste des maires
| Période                                  | Période  | Identité           | Étiquette | Qualité                    |
| ---------------------------------------- | -------- | ------------------ | --------- | -------------------------- |
| depuis 2017                              | En cours | Hélène Le Goff     | SE        |                            |
| 1987                                     | 2016     | François Bibes     | SE        | Retraité de l'enseignement |
| 1965                                     | 1987     | Vincent Carof      | SE        |                            |
| 1944                                     | 1965     | Pierre Allaire     | SE        |                            |
| 1941                                     | 1944     | Ovide Renoult      | SE        |                            |
| 1937                                     | 1941     | Robert Allaire     | SE        |                            |
| 1929                                     | 1937     | Georges Beaucousin | SE        |                            |
| 1907                                     | 1929     | Alfred Lambert     | SE        |                            |
| 1892                                     | 1907     | Eugène Delaval     | SE        |                            |
| 1888                                     | 1892     | Ludovic Plaisance  | SE        |                            |
| 1882                                     | 1888     | Joseph Duval       | SE        |                            |
| 1878                                     | 1882     | Ludovic Plaisance  | SE        |                            |
| 1852                                     | 1878     | Toussaint Buisson  | SE        |                            |
| 1848                                     | 1852     | Nicolas Bonneville | SE        |                            |
| 1837                                     | 1848     | Pierre Leroy       | SE        |                            |
| 1830                                     | 1837     | Jacques Laurent    | SE        |                            |
| 1808                                     | 1830     | Alexandre Mathis   | SE        |                            |
| 1800                                     | 1808     | Jean Marais        | SE        |                            |
| 1794                                     | 1800     | Gilles Jamet       | SE        |                            |
| 1792                                     | 1794     | Léger Eschard      | SE        |                            |
| Les données manquantes sont à compléter. |          |                    |           |                            |

## Démographie
L'évolution du nombre d'habitants est connue à travers les recensements de la population effectués dans la commune depuis 1793. Pour les communes de moins de 10 000 habitants, une enquête de recensement portant sur toute la population est réalisée tous les cinq ans, les populations de référence des années intermédiaires étant quant à elles estimées par interpolation ou extrapolation. Pour la commune, le premier recensement exhaustif entrant dans le cadre du nouveau dispositif a été réalisé en 2007.

En 2022, la commune comptait 3 077 habitants, en évolution de +14,73 % par rapport à 2016 (Eure : −0,25 %, France hors Mayotte : +2,11 %).
| 1793 | 1800 | 1806 | 1821 | 1831 | 1836 | 1841 | 1846 | 1851 |
| ---- | ---- | ---- | ---- | ---- | ---- | ---- | ---- | ---- |
| 252  | 207  | 278  | 281  | 420  | 438  | 462  | 458  | 429  |

| 1856 | 1861 | 1866 | 1872 | 1876 | 1881 | 1886 | 1891 | 1896 |
| ---- | ---- | ---- | ---- | ---- | ---- | ---- | ---- | ---- |
| 477  | 450  | 462  | 423  | 397  | 368  | 375  | 385  | 377  |

| 1901 | 1906 | 1911 | 1921 | 1926 | 1931 | 1936 | 1946 | 1954 |
| ---- | ---- | ---- | ---- | ---- | ---- | ---- | ---- | ---- |
| 356  | 353  | 338  | 303  | 366  | 369  | 357  | 450  | 518  |

| 1962 | 1968 | 1975  | 1982  | 1990  | 1999  | 2006  | 2007  | 2012  |
| ---- | ---- | ----- | ----- | ----- | ----- | ----- | ----- | ----- |
| 522  | 693  | 1 119 | 1 388 | 2 220 | 2 486 | 2 464 | 2 462 | 2 589 |

| 2017  | 2022  | - | - | - | - | - | - | - |
| ----- | ----- | - | - | - | - | - | - | - |
| 2 757 | 3 077 | - | - | - | - | - | - | - |

## Économie
La zone d'activités du Long-Buisson abrite une partie du centre commercial Carrefour Grand Évreux et la zone de chalandise en relation.

## Culture locale et patrimoine

### Lieux et monuments
- Voie romaine (ancien chemin de Dreux à Évreux).
- Ferme et château de Melleville du XVIIe siècle. Auguste Letellier d'Orvilliers en était le maître vers 1848.
- Château de Bérou de la fin du XVIIIe siècle : dans le parc y est implanté un centre spécialisé dans l'accueil de personnes handicapées géré par les Papillons Blancs de l'Eure depuis le 1er avril 2006. Avant 1978, le château abritait une maison d'accueil d'enfants gérée par le comité d'établissement d'EDF.
- Grange dîmière de Bérou.
- Château du Buisson-Garembourg de la première moitié du XVIIe siècle ; l'architecte parisien Jean-Étienne Villetard fils y apporte ses modifications vers 1785 pour le compte de Nicolas Mathis, que ce dernier cède en 1803 ; agrandi au début du XIXe siècle.
- Chapelle Sainte-Marguerite dans l'enceinte du château du Buisson-Garembourg
- Église des Trois-Maries des XVe et XVIe siècles : édifice en forme de croix latine avec façade ornée d'un damier de pierres et de briques ; nef surmontée d'une flèche polygonale (le clocher culmine à 36 m).

### Personnalités liées à la commune
- Marie Mitre Baltazar, comte de Rostolan[28], occupant le château du Buisson-Garembourg en 1872-1873. Chevalier de l'ordre de Saint-Sylvestre du 19 mars 1870, qui s'est vu remettre en 1872 la croix de chevalier de la Légion d'honneur par l'amiral de La Roncière, son voisin et ami.

### Patrimoine naturel
La forêt d'Évreux (dont une partie se trouve comprise sur le territoire de la commune), est en zone naturelle d'intérêt écologique, faunistique et floristique.

## Galerie d'images
Quelques vues de Guichainville

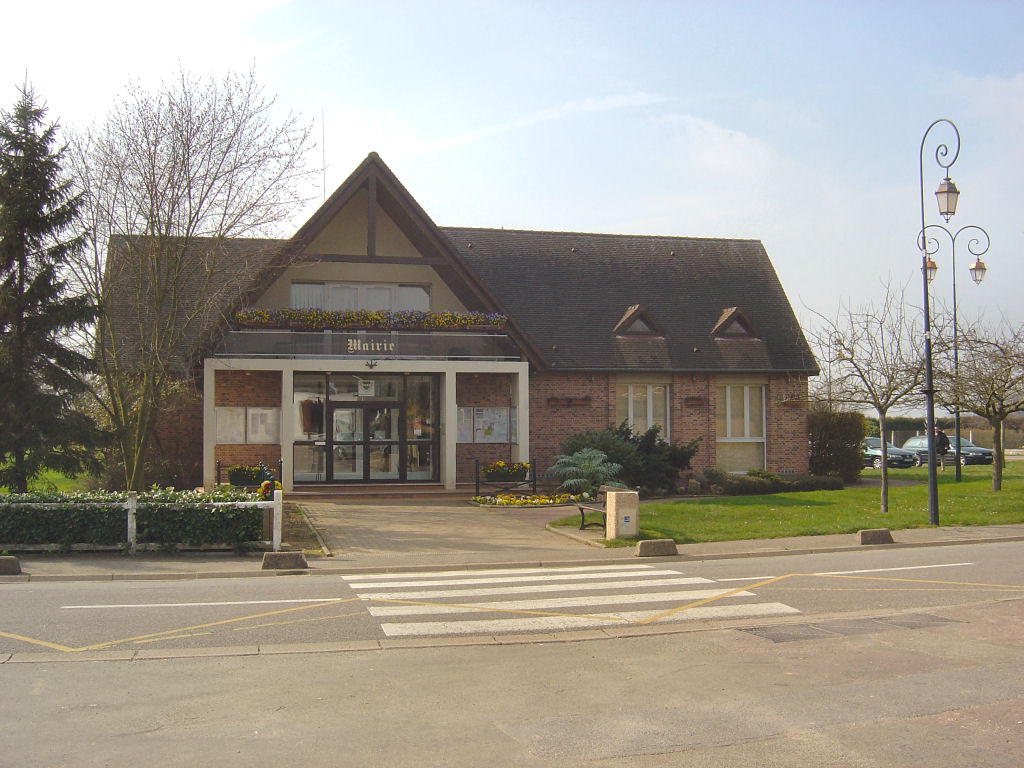
La mairie.
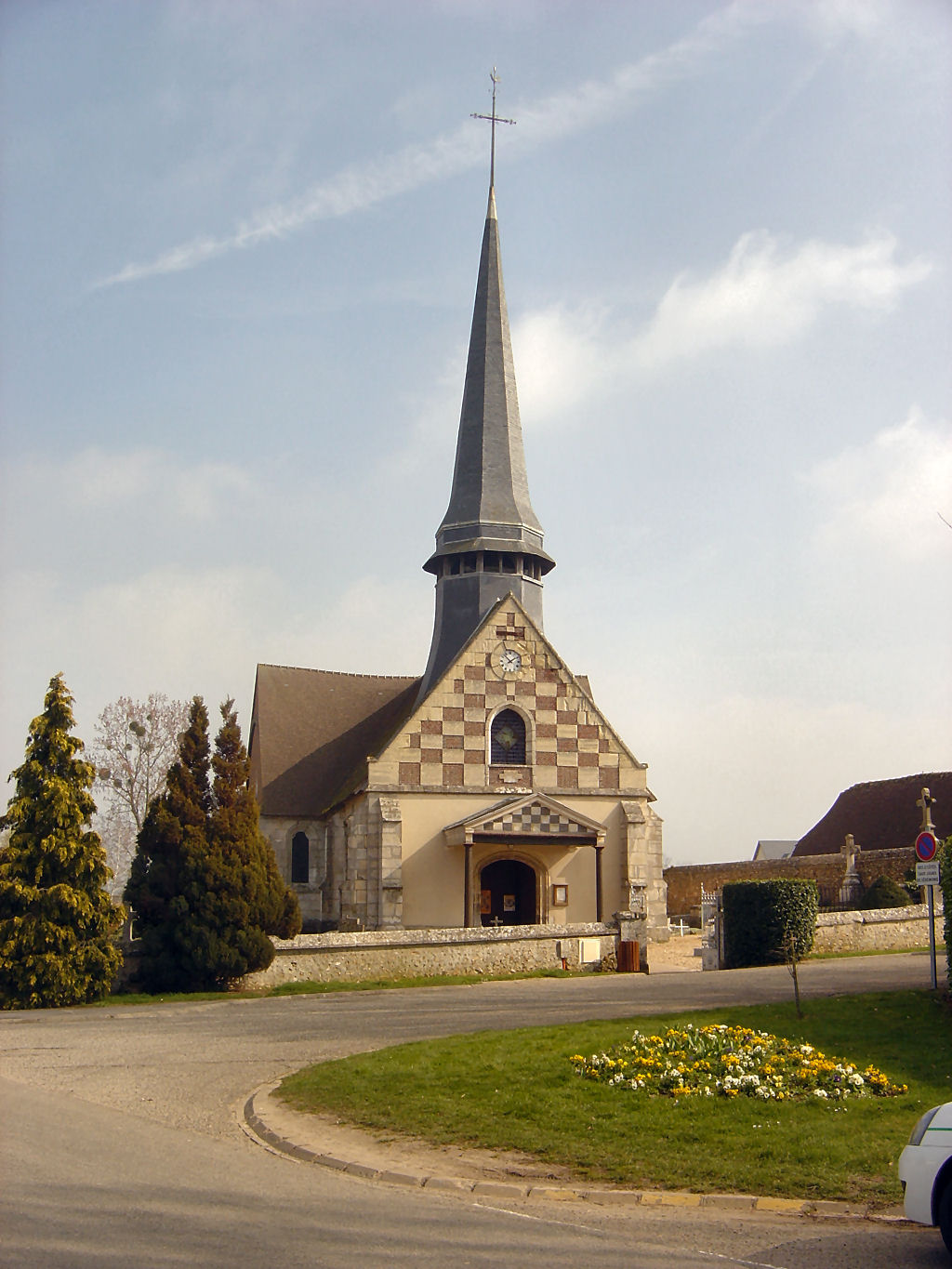
L'église.
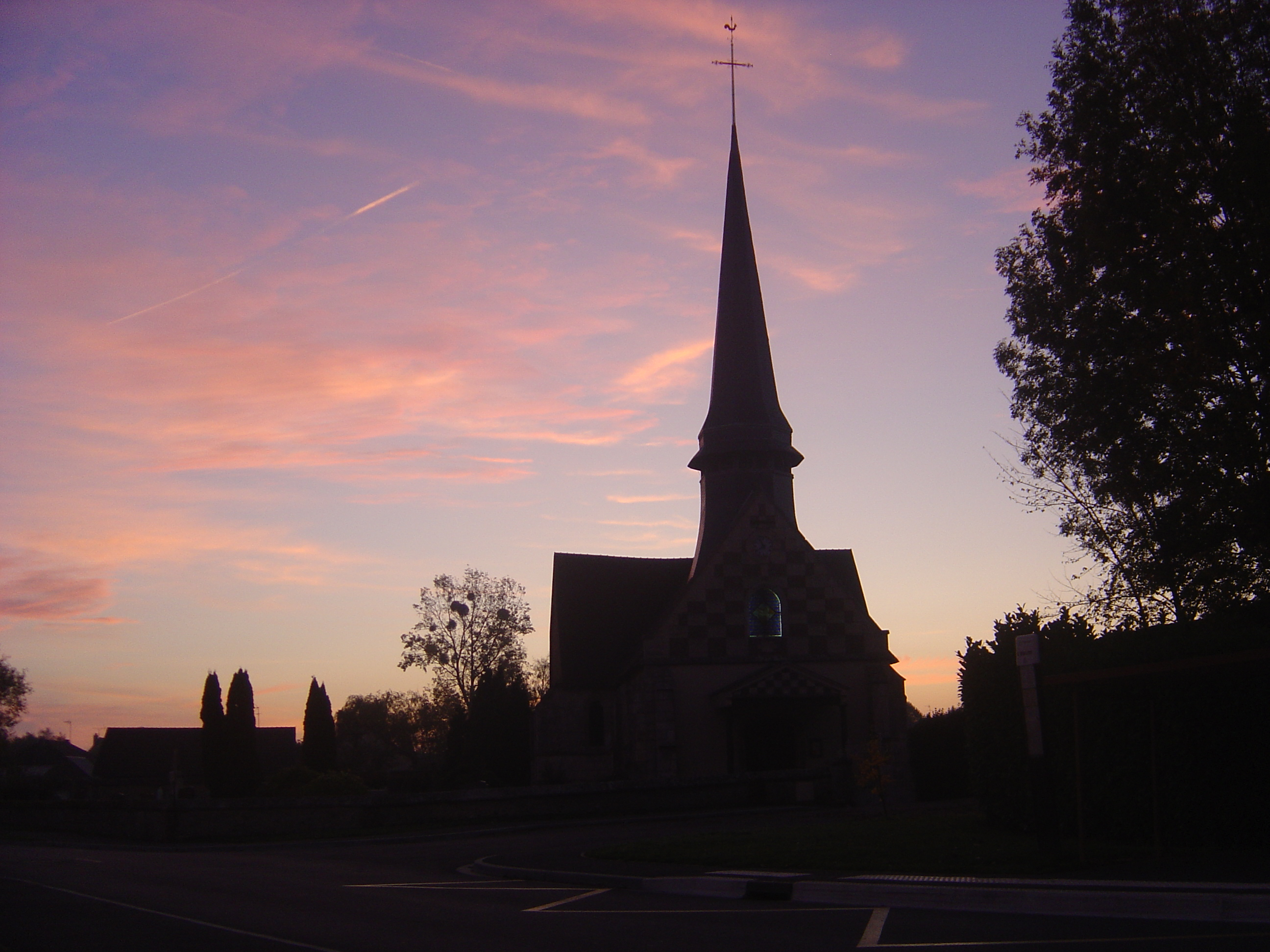
L'église au lever du soleil en automne.
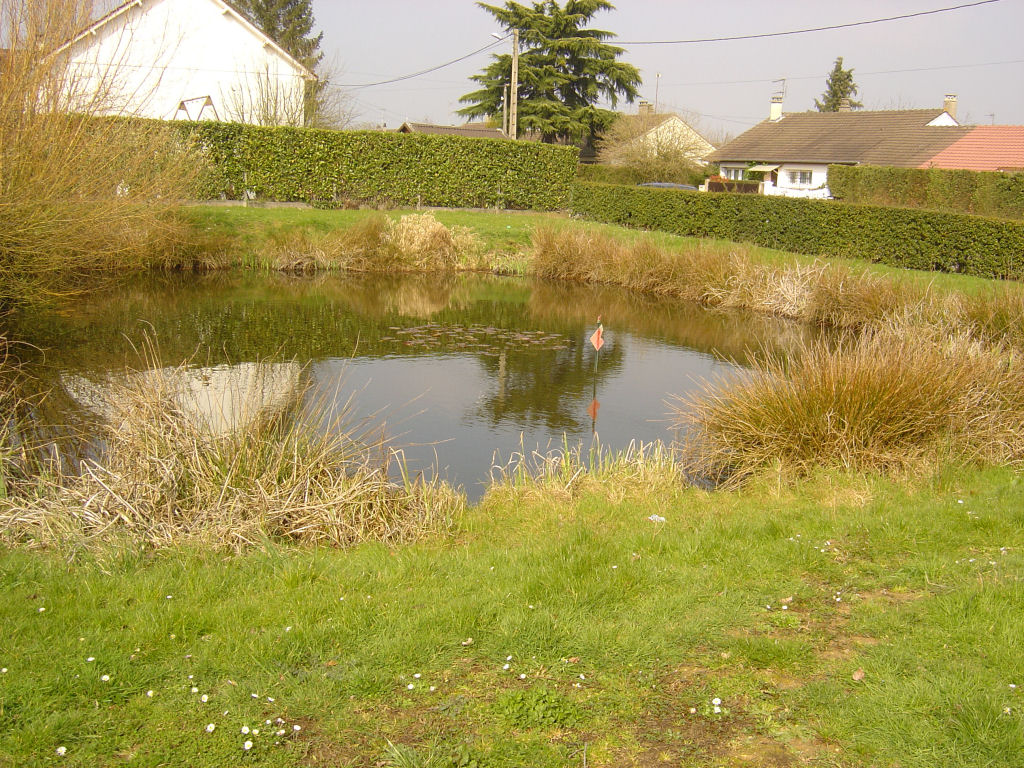
La mare de la Pommeraie.
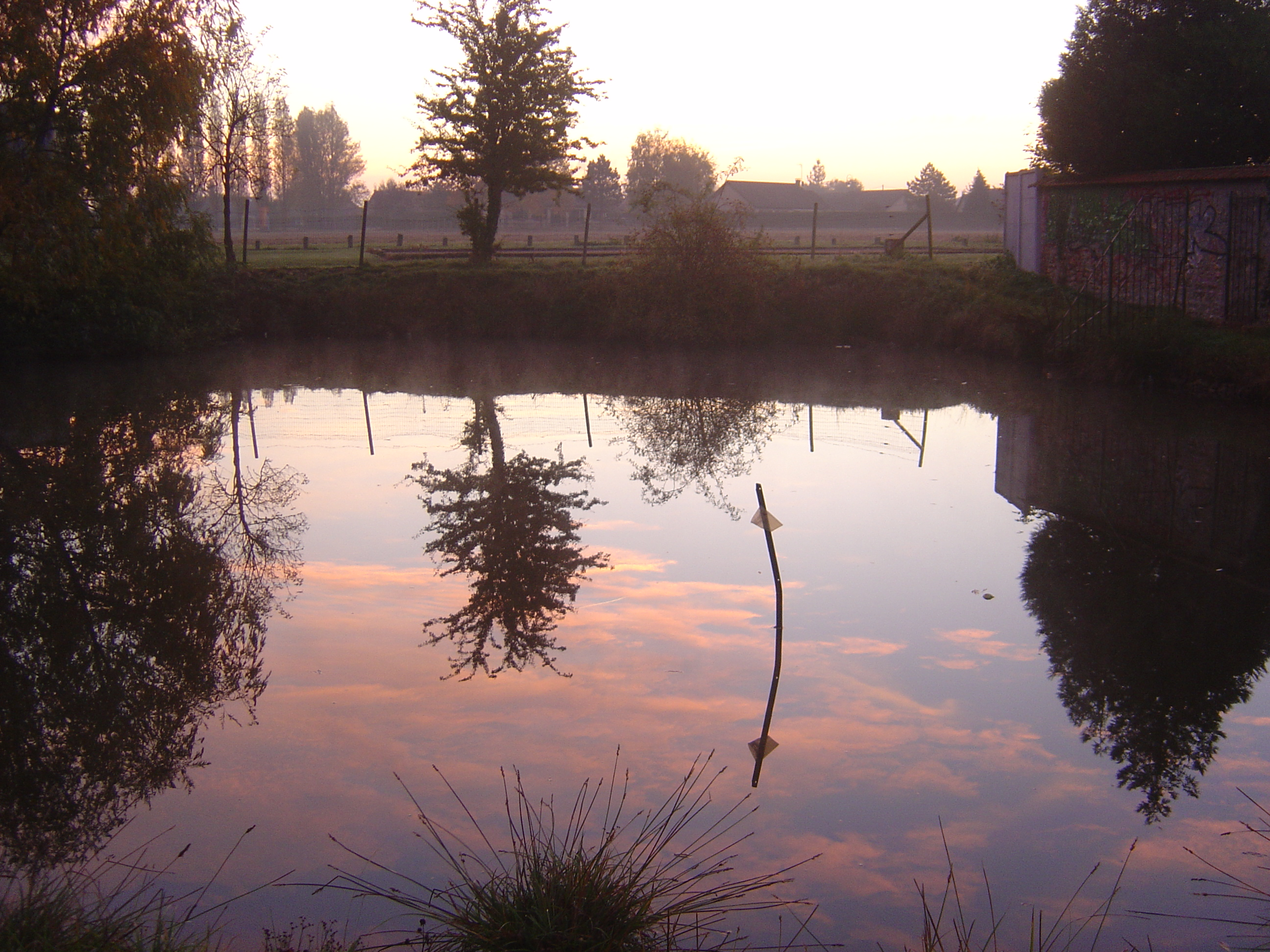
La mare de la rue de la Dîme au lever du soleil.
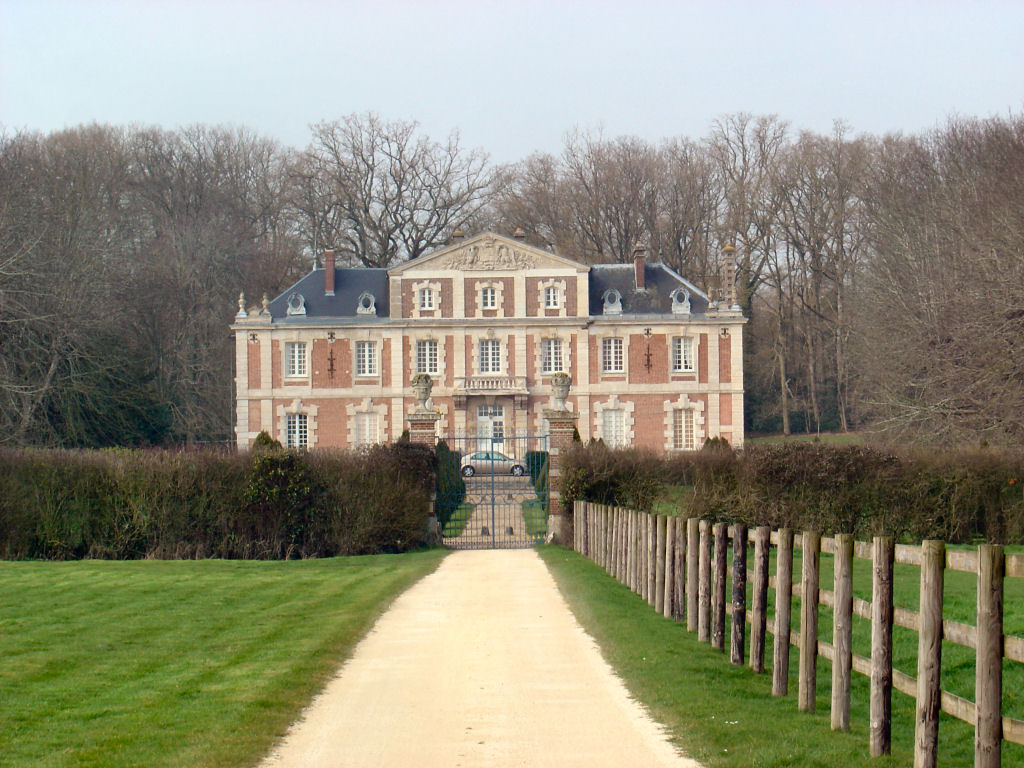
Le château du Buisson-Garembourg.
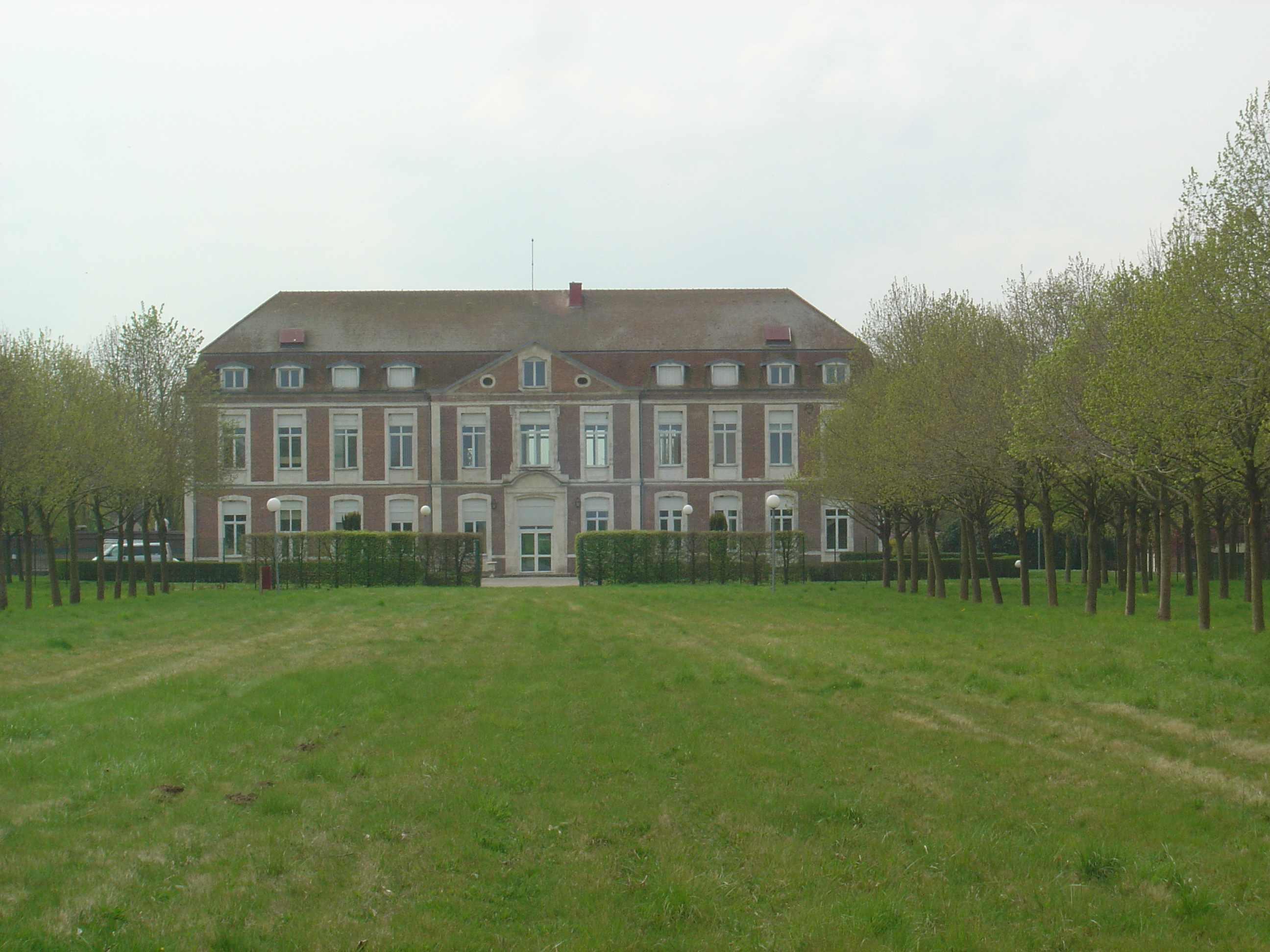
Le château de Bérou.
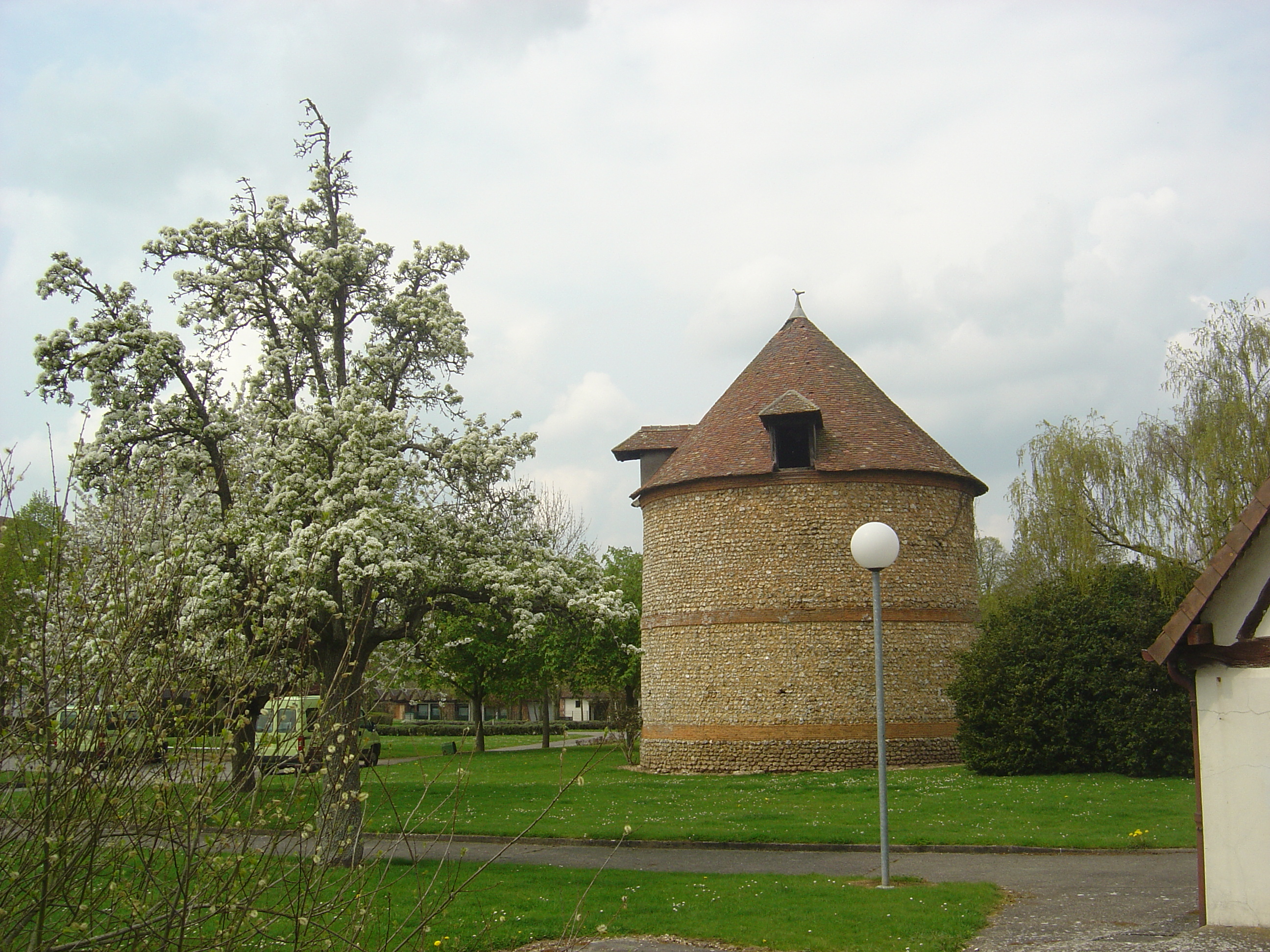
Le colombier dans le parc du château de Bérou.